# N,N-Dimethyltryptamine
N,N-dimethyltryptamine (DMT hoặc N,N-DMT) là một hợp chất tryptamine xuất hiện trong nhiều thực vật và động vật. Nó được sử dụng như là một chất thức thần và đã được các nền văn hoá cổ đại chuẩn bị cho các mục đích nghi thức và tôn giáo.
Nó là một chất tương tự cấu trúc của serotonin và tương tự với chức năng của tryptamines ảo giác khác như 4-ACO-DMT, 5-MeO-DMT, 5-HO-DMT, 4-PO-DMT, và 4- HO-DMT.
Về mặt lịch sử, nó đã được tiêu thụ bởi các nền văn hóa bản địa Mỹ ở Amzon trong các hình thức của ayahuasca cho mục đích tâm linh. Nó lần đầu tiên được tổng hợp vào năm 1931, và vào năm 1946, nhà vi sinh vật Oswaldo Gonçalves de Lima phát hiện ra sự hiện diện tự nhiên của nó trong thực vật.Trong những năm 1960, nó đã được phát hiện trong các sinh vật động vật có vú.
DMT được biết đến với thời gian tương đối ngắn hoạt động của nó, hiệu ứng dữ dội và khởi phát nhanh chóng. Vì lý do đó, DMT đã được biết đến với cái tên "businessman trip", (hàm ý có thể đạt tới ảo giác nhanh chóng trong thời gian ngắn) trong những năm 1960 tại Hoa Kỳ.
Giả thiết do tiến sĩ Rick Strassman đưa ra cho rằng DMT được tuyến tùng, hay còn được gọi là "con mắt thứ 3" do cấu trúc của tuyến này giống một con mắt (!), tạo ra. Tuyến tùng bắt đầu xuất hiện ở thai nhi đúng vào ngày thứ 49 sau khi thụ thai, trùng hợp giống với 49 ngày để tang trong đạo Phật. Và đồng thời DMT được cho rằng là chất gây nên trải nghiệm cận tử.
DMT tồn tại trong hầu hết các thực thể sống. DMT không thể hấp thụ trực tiếp qua dạ dày. Bởi vì trong dạ dày tồn tại một loại enzim Monoamine oxidase có chức năng ức chế không cho DMT, và các chất tryptamine khác gây tác dụng. Nên khi sử dụng DMT, người ta thường không sử dụng một mình DMT mà sử dụng thêm một chất khác (MAOIs) có tác dụng ức chế lại chức năng của Monoamine oxidase để DMT có tác dụng. Nhưng việc sử dụng MAOIs là cực kỳ không an toàn, do MAOIs thường gây ra tương tác thuốc, có khả năng cao dẫn đến tử vong với gần như hầu hết mọi loại thức ăn và nhiều loại thuốc khác.